# وایسکایسل
وایسکایسل (به آلمانی: Weißkeißel) یک شهر در آلمان است که در گورلیتس واقع شده‌است. وایسکایسل ۱٬۴۳۸ نفر جمعیت دارد.